# The Dutch (band)
The Dutch is een Nederlandse newwavepopgroep, ontstaan in 1980 nadat de bandleden van Special Thanx besloten om andere muziek te gaan maken. De leden van de groep zijn Hans Croon (zang, gitaar, saxofoon), Bert Croon (zang, toetsenist), Jan de Kruijf (bas) en Klaas Jonkmans (drums). In 1984 en 1985 speelden ook Klaas ten Holt, Joep Bruinjé, Frank Ketelaar en Frans Heessels gitaar. The Dutch kwam in 2014 weer bij elkaar.

## Geschiedenis
In 1982 verscheen de mini-elpee Working in Los Alamos in eigen beheer. Daarop waren onder andere een aantal opnamen te horen die de band maakte voor het radioprogramma Vara's Popkrant op de VARA dinsdag op Hilversum 3. In oktober 1983 kwam de mini-elpee This is welfare uit op het Epic-label. De gelijknamige single werd destijds veel gedraaid op Hilversum 3 en werd een radiohit in de destijds drie hitlijsten op de nationale popzender. De plaat bereikte de 25e positie in de Nederlandse Top 40, de 28e positie in de TROS Top 50 en de 44e positie in de Nationale Hitparade.
The Dutch werd vervolgens gevraagd voor verschillende manifestaties en demonstraties, zoals de anti-kernwapendemonstratie in 1983 in Den Haag. In 1984 verscheen de tweede single, Video, in 1985 gevolgd door de elpee Under the Surface, wederom op het Epic-label. Op het album staan onder andere de singles Another Sunny Day en America.
In 1986 ging de band uit elkaar. De leden zagen elkaar terug in Siobhan, waarin ook zangeres Petra Lugtenburg en gitarist Frans Heessels speelden.

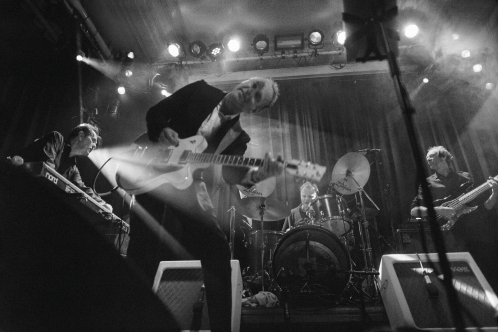
The Dutch in Paradiso (2014)

In 2014 kwamen de leden van The Dutch weer bij elkaar. In september van dat jaar bracht platenmaatschappij Sony de albums This is welfare en Under the Surface uit via onlinekanalen en gaf de band een optreden in Paradiso.
Op 15 oktober 2016 werd de eerste single Fine Shields We Are van het album Four uitgebracht, op 9 november 2016 gevolgd door de tweede single Bye, Ministry Man. Op 15 november 2016 verscheen het album Four.
In april 2018 richtte de band haar eigen platenlabel 'Run The Story' op. Op 26 mei 2018 kwam op dit platenlabel het mini-album Werkman uit. De video animatie van de single So Long H.N. Werkman, een ode aan de Groningse drukker/kunstenaar, was onderdeel van de tentoonstelling 'Avant-garde in Groningen. De Ploeg 1918-1928' in het Groninger Museum.

## Son of Han
Op 25 oktober 2019 brengt frontman Hans Croon onder de naam 'Son of Han' de EP 'Imaginary Western' uit, bijgestaand door medebandleden van The Dutch waarvan op 18 oktober 2019 al de single 'White Room' verscheen. De tweede single 'Theme for an Imaginary Western' verscheen op 10 december 2019. De EP is een eerbetoon aan zanger, bassist en songwriter Jack Bruce. Hans Croon's vader heette Han. Vandaar de naam 'Son of Han'.

## Discografie

### Albums

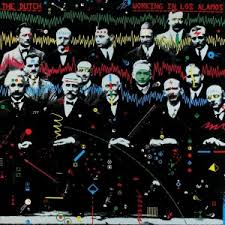
Working in Los Alamos (1982)
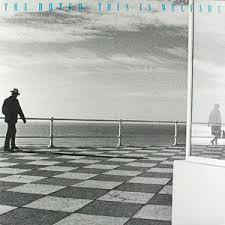
This is welfare (1983)
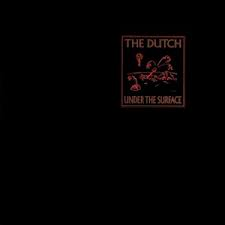
Under the Surface (1985)
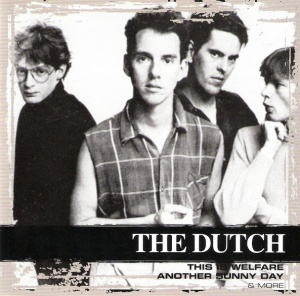
The Dutch - Collections (2006)

- Four (2016)
- Werkman (EP) (2018)
- Solid Ground (2025)

### Compilatiealbums, live-cd's en soundtracks
- Collections (2006)

### Singles

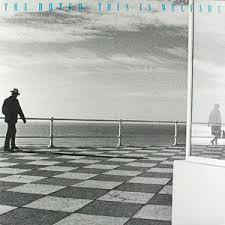
This is Welfare (1983)
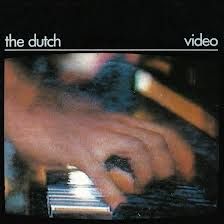
Video (1984)
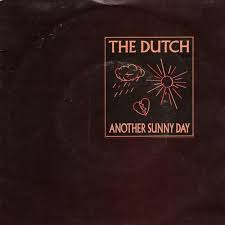
Another Sunny Day (1985)
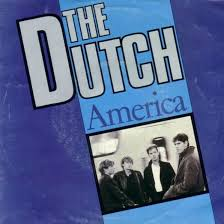
America (1985)
- Fine Shields We Are (15-10-2016)
- Bye, Ministry Man (09-11-2016)
- Isle of U (12-05-2017)
- Brighton & Hove (01-09-2017)
- So Long H.N. Werkman (26-05-2018)
- Sunday Afternoon (Hello Sunshine) (04-11-2018)
- Enter Sanctuary (26-11-2020)

## Hitnoteringen

### Singles
| Single met eventuele hitnotering(en) in de Nederlandse Top 40 | Datum van verschijnen | Datum van binnenkomst | Hoogste positie | Aantal weken | Opmerkingen                                           |
| ------------------------------------------------------------- | --------------------- | --------------------- | --------------- | ------------ | ----------------------------------------------------- |
| This is welfare                                               | 1983                  | 5-11-1983             | 25              | 5            | #28 in de TROS Top 50 / #44 in de Nationale Hitparade |
| Another Sunny Day                                             | 1985                  | 30-3-1985             | tip9            |              |                                                       |

### NPO Radio 2 Top 2000
Van The Dutch stond alleen This is welfare in 2001 in de NPO Radio 2 Top 2000, op plek 1806.

## Galerij

### Albums
- Working in Los Alamos (1982)
- This is Welfare (1983)
- Under the Surface (1985)
- The Dutch - Collections (2006)

### Singles
- This is Welfare (1983)
- Video (1984)
- Another Sunny Day (1985)
- America (1985)